# Campaña aérea de la Guerra del Golfo
La campaña aérea de la Guerra del Golfo, también conocida como Operación Trueno Inmediato (en inglés: Operation Instant Thunder) o bombardero de Irak de 1991, comenzó con una extensa campaña de bombardero aéreo el 17 de enero de 1991. La aviación de la coalición realizó más de 100 000 salidas, lanzando 88 500 toneladas de bombas, y destruyendo ampliamente las infraestructuras militares y civiles de Irak y el Kuwait ocupado. La campaña aérea fue comandada por el teniente general de la Fuerza Aérea de los Estados Unidos Chuck Horner, quien sirvió brevemente como Comandante en Jefe Avanzado del Mando Central de los Estados Unidos mientras el general Norman Schwarzkopf todavía estaba en los Estados Unidos. La campaña aérea en gran parte finalizó el 23 de febrero de 1991 cuando se inició la campaña de liberación de Kuwait. 
Los ataques iniciales estaban compuestos por misiles de crucero Tomahawk lanzados desde buques de guerra situados en el Golfo Pérsico, aviones de ataque furtivos F-117A Nighthawk armados con bombas inteligentes guiadas por láser, y aviones F-4G Wild Weasel armados con misiles antirradar HARM para supresión de defensas aéreas enemigas. Estos primeros ataques permitieron a los cazabombarderos F-14, F-15, F-15E, F-16, y F/A-18 lograr la superioridad aérea sobre el país y entonces continuar el lanzamiento de bombas guiadas por láser y por televisión.
Los aviones de ataque A-10 Thunderbolt II, armados con potentes cañones automáticos y misiles aire-superficie Maverick, bombardearon y destruyeron las fuerzas blindadas iraquíes, apoyando el avance de las tropas terrestres de Estados Unidos. Los helicópteros de ataque AH-64 Apache y AH-1 Cobra dispararon misiles Hellfire y TOW que eran guiados hacia los tanques marcados por observadores en tierra o helicópteros de reconocimiento. La flota aliada también hizo uso de los AWACS E-3 Sentry y una flota de bombarderos estratégicos B-52.
La fuerza aérea aliada estaba compuesta por más de 2250 aeronaves de combate, de las que 1800 eran de los Estados Unidos, y combatió a una fuerza iraquí que contaba con aproximadamente 500 cazas MiG-29, MiG-25 y MiG-23 de fabricación soviética, y Mirage F1 de fabricación francesa.